# Alfonso López Trujillo
Alfonso López Trujillo (1935–2008) là một Hồng y người Colombia của Giáo hội Công giáo Rôma. Ông từng đảm nhận vai trò Hồng y Đẳng Giám mục Nhà thờ Frascati, Chủ tịch Hội đồng Giáo hoàng về Gia đình trong suốt 18 năm, từ năm 1990 đến năm 2008.
Vốn có xuất thân từ hàng giáo sĩ có vai trò lãnh đạo giáo hội địa phương, ông từng đảm trách nhiều vai trò khác nhau trước khi tiến đến trở thành Chủ tịch Hội đồng Giáo hoàng về Gia đình, như: giám mục phụ tá Tổng giáo phận Bogotá (1971–1978), Tổng giám mục Phó Tổng giáo phận Medellín (1978–1979), Tổng giám mục đô thành Tổng giáo phận Medellín (1979–1991). Ngoài lãnh đạo các giáo phận được bổ nhiệm, ông còn đảm nhận nhiều vị trí quan trong tại Hội đồng giám mục quốc gia cũng như khu vực. Ông từng giữ các chức vụ: Tông Thư kí Liên Hội đồng Giám mục Châu Mỹ Latinh (1972–1979), Chủ tịch Liên Hội đồng Giám mục Châu Mỹ Latinh (1979–1983), Chủ tịch Hội đồng Giám mục Colombia (1987–1990). Ông được vinh thăng Hồng y ngày 2 tháng 2 năm 1983, bởi Giáo hoàng Gioan Phaolô II.

## Tiểu sử
Hồng y Alfonso López Trujillo sinh ngày 8 tháng 11 năm 1935 tại Villahermosa, Colombia. Sau quá trình tu học dài hạn tại các cơ sở chủng viện theo quy định của Giáo luật, ngày 13 tháng 11 năm 1960, Phó tế Trujillo, 25 tuổi, tiến đến việc được truyền chức linh mục. Tân linh mục là thành viên linh mục đoàn Tổng giáo phận Bogotá.
Sau 11 năm thi hành các công việc mục vụ với thẩm quyền và cương vị của một linh mục, ngày 25 tháng 2 năm 1971, Tòa Thánh loan tin Giáo hoàng đã quyết định tuyển chọn linh mục Alfonso López Trujillo, 36 tuổi, gia nhập Giám mục đoàn Công giáo Hoàn vũ, với vị trí được bổ nhiệm là giám mục phụ tá Tổng giáo phận Bogotá, danh nghĩa Tổng Giám mục Hiệu tòa Boseta, hàm Tổng giám mục. Lễ tấn phong cho vị giám mục tân cử được tổ chức sau đó vào ngày 25 tháng 3 cùng năm, với phần nghi thức chính yếu được cử hành cách trọng thể bởi 3 giáo sĩ cấp cao, gồm chủ phong là Tổng giám mục Aníbal Muñoz Duque, Nguyên Tổng giám mục đô thành Tổng giáo phận Bogóta; hai vị giáo sĩ còn lại, với vai trò phụ phong, gồm có giám mục Eduardo Francisco Pironio, giám mục phụ tá Tổng giáo phận La Plata, Argentina và Giám mục Pablo Correa León, giám mục phụ tá Tổng giáo phận Bogotá. Tân giám mục chọn cho mình khẩu hiệu: VERITAS ET CARITATE.
Sau 7 năm đảm nhiệm vai trò Giám mục phụ tá, Tòa Thánh quyết định thuyên chuyển Tổng giám mục Trujillo đến nhiệm sở mới là Tổng giáo phận Bogotá, với vị trí được bổ nhiệm làm Tổng giám mục Phó. Thông báo về việc bổ nhiệm này được công bố cách rộng rãi vào ngày 22 tháng 5 năm 1978. Ông nhanh chóng kế vị chức Tổng giám mục đô thành vào ngày 2 tháng 6 năm 1979.
Bằng việc tổ chức công nghị Hồng y năm 1983 được cử hành chính thức vào ngày 2 tháng 2, Giáo hoàng Gioan Phaolô II đưa ra quyết định vinh thăng Tổng giám mục Alfonso López Trujillo tước vị danh dự của Giáo hội Công giáo, Hồng y. Tân Hồng y thuộc Đẳng Hồng y Linh mục và Nhà thờ Hiệu tòa được chỉ định là Nhà thờ Santa Prisca.
Ngày 8 tháng 11 năm 1990, ông được bổ nhiệm làm Chủ tịch Hội đồng Giáo hoàng về Gia đình. Ông từ nhiệm chức Tổng giám mục đô thành Tổng giáo phận Medellín sau đó vào ngày 9 tháng 1 năm 1991.
Ngày 17 tháng 11 năm 2001, ông được thăng Hồng y Đẳng Giám mục, Nhà thờ Hiệu tòa được chỉ định là Nhà thờ Frascati. Tân Hồng y đã cử hành các nghi thức nhận nhà thờ hiệu tòa của mình vào ngày 27 tháng 4 năm 2002.
Ông qua đời ngày 19 tháng 4 năm 2008, thọ 73 tuổi.